# Ptochophyle tantale
Ptochophyle tantale är en fjärilsart som beskrevs av Pierre E.L. Viette 1970. Ptochophyle tantale ingår i släktet Ptochophyle och familjen mätare. Inga underarter finns listade.